# Tommy Burns (pugile)
Tommy Burns, pseudonimo di Noah Brusso, soprannominato "The Little Giant of Hanover" (Hanover, 17 giugno 1881 – Vancouver, 10 maggio 1955), è stato un pugile canadese.
Divenuto campione del mondo dei pesi massimi nel 1906 detenne il titolo fino al 1908, la International Boxing Hall of Fame lo ha riconosciuto tra i più grandi pugili di ogni tempo. È comunemente conosciuto, oltre che come il primo campione dei pesi massimi di nazionalità canadese, per essere stato il primo pugile ad aver accettato di mettere in palio la propria corona in un incontro con un pugile nero, il fatto avvenne il 26 dicembre del 1908 a Sydney, in un incontro interrotto dalla polizia al 14º round e la cui vittoria venne attribuita a Jack Johnson.

## Biografia
Nato Noah Brusso alla periferia di Hanover, Ontario, è cresciuto in una capanna di tronchi, dodicesimo di tredici figli. Il suo padre violento e squattrinato, un ebanista, morì quando Noah era ancora un ragazzo. Un giovane problematico, lasciò la scuola in giovane età e trascorse gran parte della sua adolescenza e della prima età adulta alla deriva tra lavori umili. Durante un periodo come addetto ai bagagli a bordo di un piroscafo sul lago Michigan, Burns abbandonò la nave a Detroit, dove avrebbe iniziato la sua carriera di pugile professionista.

## Carriera

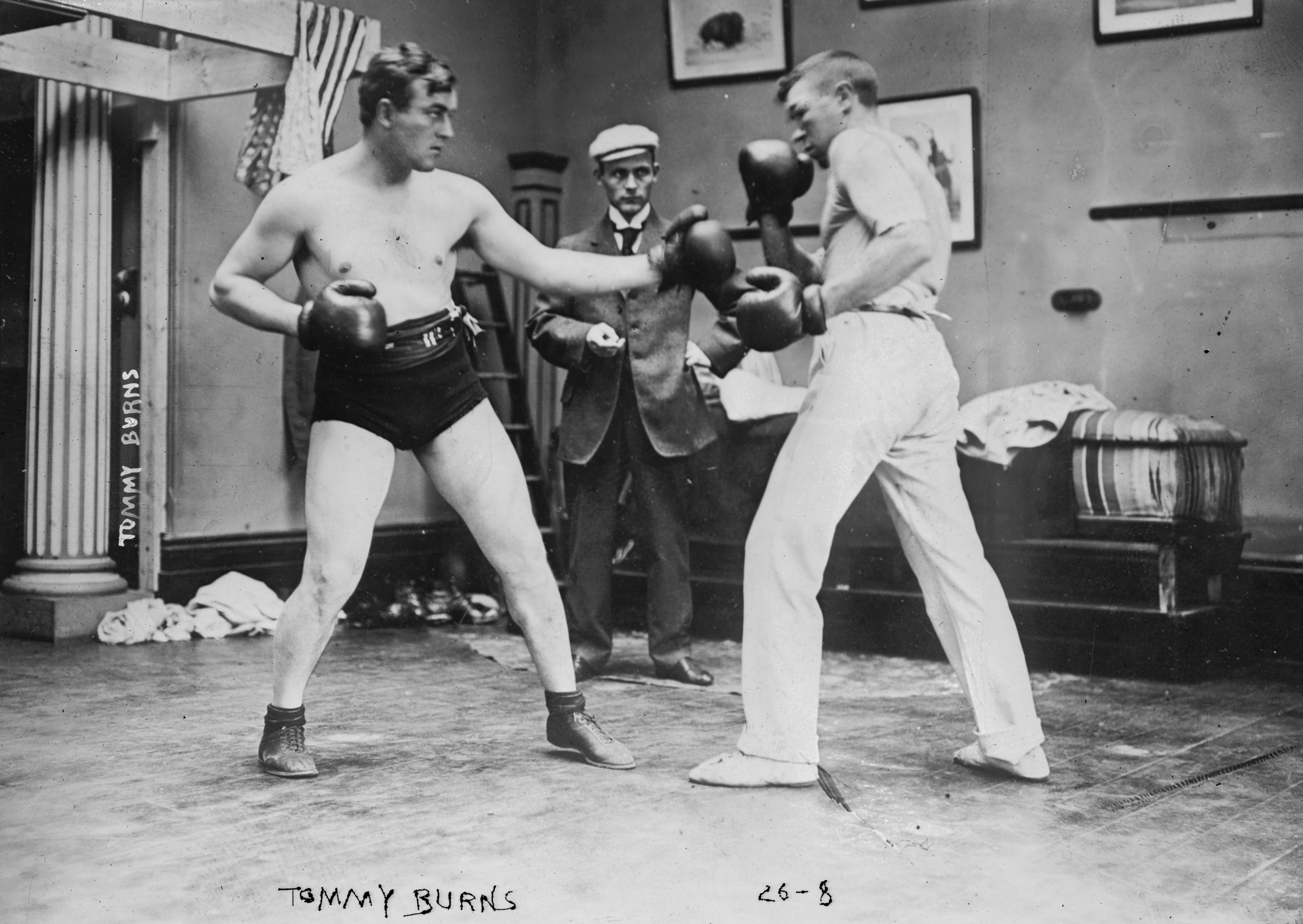
Tommy Burns in allenamento

Dopo aver esordito e vinto i suoi primi incontri, Noah cominciava a farsi una reputazione a Detroit. Nel 1903 conobbe per la prima volta la sconfitta ai punti contro Mike Schreck.
l 28 gennaio 1904, Noah quasi uccise l'avversario Ben O'Grady, mandandolo in coma. Sebbene O'Grady sopravvisse, la boxe era a volte un'attività illecita all'epoca e Noah fu costretto a fuggire da Detroit per evitare l'arresto per aggressione e partecipazione a un combattimento con soldi illegale. L'incidente fece notizia a livello nazionale e per proteggere sua madre dallo scandalo, successivamente cambiò il suo nome in Ed Burns e, poco dopo, Tommy Burns. Per evitare ulteriori tragedie come l'incidente di O'Grady, Tommy aumentò di peso e iniziò una scalata nella classe dei mediomassimi, dove sperava che gli uomini più grandi potessero gestire meglio la sua potenza di pugni.
Burns, con un record di 27 vittorie e una sconfitta incontrò Philadelphia Jack O'Brien, pugile molto famoso e tecnico. Burns fu sconfitto ai punti.
Nel frattempo James J. Jeffries aveva nominato Marvin Hart, un peso massimo come suo successore dopo aver arbitrato un incontro tra Hart e Jack Root nel 1905. Ma molti non consideravano Hart un campione legittimo, nonostante avesse battuto i migliori contendenti. La maggior parte considerava ancora Jeffries il campione. A causa del razzismo dell'epoca, tuttavia, a Jack Johnson fu impedito di avvicinarsi all'ambito campionato del mondo, detenuto da Hart. Pertanto, avendo bisogno di un avversario credibile contro il quale dimostrare il suo coraggio, Hart concesse una possibilità a Tommy Burns.

### Titolo Mondiale dei pesi massimi
L'incontro avvenne il 23 febbraio del 1906, il piccolo Burns sconfisse, grazie ad una notevole tecnica pugilistica e potenza, ai punti in 20 round il campione del mondo Marvin Hart. Tommy fu pagato la allora magnifica somma di $ 1,650 per i suoi sforzi, mentre Hart, che aveva insistito affinché il vincitore ricevesse il 70% della borsa, ha ricevuto $ 750.
Il 28 marzo 1906 Tommy Burns mise KO nella stessa serata due avversari di basso livello al primo round, Soldier Walker e Jim O'Brien, difendendo il titolo di campione in entrambe le volte.
Prendendosi sei mesi per godersi il suo ritrovato denaro e la sua notorietà, Burns affrontò "Fireman" Jim Flynn, un rude ed emergente noto principalmente per i suoi pugni e la sua energia. Burns lo abbatté al quindicesimo round dopo un brutale incontro. Il 28 Gennaio 1906 (cinque giorni dopo il Ringraziamento) a Los Angeles, è il secondo match con Philadelphia Jack O’Brien. L’arbitro è niente meno che James J. Jeffries. Il giorno prima del combattimento Jeffries, intervistato, dichiara pubblicamente di vedere O’Brain vincente. Ma il verdetto finale di parità scontenta Burns, che comunque resta campione.
Nel 1907, 6 mesi dopo avviene la rivincita e Burns vince ai punti in 20 round, Burns dominò l'incontro e vinse da out-fighter (gli era stato vietato di combattere in clinch, come spesso amava intelligentemente fare).
Difese il titolo per la sesta volta contro Bill Squires (20-1), Squires aveva combattuto tutti i suoi match in Australia ed era il campione e miglior pugile della sua nazione. Burns però lo mise KO in un solo round dei 45 previsti, Squires andò giù tre volte in un minuto e mezzo, fu considerato come uno degli incontri più feroci fino a quel momento. Poi Burns fece due difese del titolo in Inghilterra, contro Gunner Moir e Jack Palmer.
È importante sottolineare che Tommy Burns aveva un enorme svantaggio fisico, con i suoi 170 cm di altezza è ancora oggi il più basso campione del mondo dei pesi massimi di sempre, nonostante questo la sua grande tecnica e coraggio gli permettevano di battere avversari molto più alti e pesanti di lui. Anche se al tempo l'altezza media dei pesi massimi si aggirava generalmente intorno ai 178-190 cm, inoltre fisicamente Burns era dotato di un allungo invidiabile (188 cm).
Burns fu anche il primo campione del mondo ad aver messo in palio il suo titolo in diverse nazioni contro i migliori contendenti, affrontando chiunque fosse un degno sfidante per i titolo, a prescindere dalla nazionalità, origini o colore della pelle.
Difese il titolo altre 4 volte, concedendo altri 2 incontri a Bill Squires a Parigi (dove fu messo KO, entrambe le volte), Burns si presentò ad uno dei suoi pesi più alti in carriera (85 kg), un notevole peso per la sua altezza. E infine sconfisse Bill Lang sempre per KO in 6 round a Melbourne.
Sconfitta contro Jack Johnson
Il 26 dicembre 1908 al Sydney Stadium avvenne lo storico incontro contro il pugile nero Jack Johnson. L'arbitro fu Hugh McIntosh e Burns era in realtà favorito. Oltre 20.000 persone si stiparono nello stadio di Sydney a Ruschcutters Bay e si stima che altre 30.000 fossero fuori dallo stadio appollaiati sugli alberi, tetti, e pali della luce, ovunque potessero per ottenere un punto di osservazione.
Burns si presentò in forma a 76 kg, ugualmente Johnson a 88 kg. Johnson derise Burns fin dall'inizio del match, ciò era sempre accompagnato da un sorriso sardonico. L'incontro fu fermato dalla polizia al 14º round. Burns ha sempre affermato che avrebbe potuto continuare se la polizia non fosse intervenuta. Il pugile Rudy Unholz ha poi ammesso al promotore Otto Floto che lui e un amico erano strisciati sotto il ring prima del quattordicesimo round e avevano gridato alla polizia di fermare il combattimento.

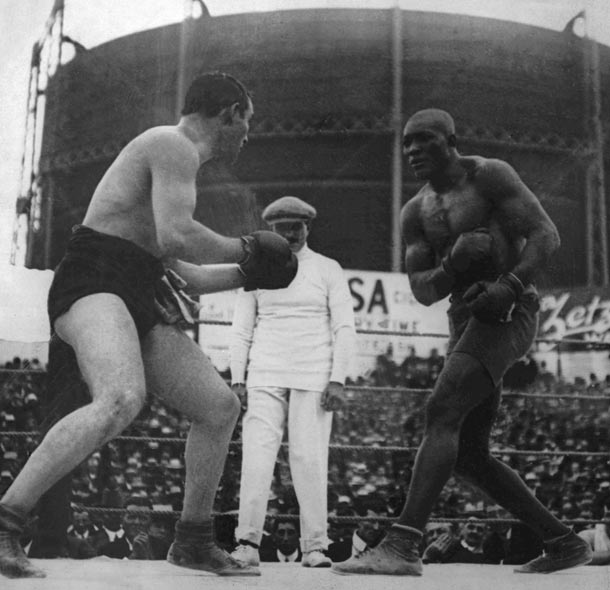
1908, Tommy Burns vs Jack Johnson

Il New York Times riferì: "La fine arrivò al quattordicesimo round quando la polizia, vedendo Burns vacillare e incapace di difendersi dai colpi selvaggi del suo avversario, misericordiosamente interruppe il combattimento. In precedenza era stato stabilito che se la polizia avesse interferito in una decisione sarebbe stata persa ai punti e l'arbitro McIntosh senza esitazione dichiarò vincitore il grosso uomo di colore, poiché durante tutto l'incontro si era dimostrato il maestro di Burns in ogni stile di combattimento.
Jack Johnson ha ricevuto $ 5.000 e Tommy Burns $ 30.000, la somma più alta mai guadagnata da un pugile per un singolo incontro fino a quel momento.

### Ultima parte di carriera
Burns tornò due anni dopo, nel 1910 contro Bill Lang, per il titolo dei massimi australiano. Tommy vinse ai punti in 20 round.
Poi ottenne quattro vittorie e un pari, tra Australia, Stati Uniti e Canada, e in seguito l'arruolamento nell’esercito canadese durante la Grande Guerra prestando servizio come istruttore di fitness per le truppe. Poi tornò nel 1918 e vinse un incontro a Prince Rupert in Canada, infine a quasi 40 anni in condizioni precarie fu sconfitto da Joe Beckett quando il suo angolo gettò la spunga al 7º round, si ritirò il 16 luglio 1920.
Al termine della carriera Burns fu ricchissimo, aprì un locale a New York nel 1928. Nel 1948 diventa predicatore evangelico a Coalinga, nella contea di Fresno in California. Muore a Vancouver, in seguito ad un attacco cardiaco, il 10 Maggio 1955, all’età di 73 anni.

## Curiosità
- Burns detenne il record per più difese consecutive del titolo di campione del mondo dei pesi massimi (13). Record poi superato da Joe Louis, Larry Holmes e Wladimir Klitschko.
- I suoi KO al 1º round su Squires e Roche sono il 6º e 7º incontro più veloce del campionato mondiale dei pesi massimi di sempre (entrambi 1 minuto e 28 secondi).
- I metodi di allenamento di Burns furono molto moderni e successivamente furono utilizzati da innumerevoli pugili nel corso degli anni.
- Il primo campione del mondo a girare il globo per difendere il suo titolo.
- Il primo campione del mondo dei pesi massimi a mettere in palio il titolo contro un pugile non di etnia bianca.
- Primo campione del mondo dei pesi massimi canadese, e l'unico di nascita.
- Con il 73.33 % di KO di difese al titolo mondiale, Burns si posiziona solo dietro a Rocky Marciano e Joe Louis.
- È ancora oggi il campione del mondo dei pesi massimi con più difese consecutive per KO durante un regno (8).
- Burns è l'unico pugile nella storia ad aver combattuto due incontri per il titolo mondiale in un solo giorno, il 28 marzo 1906.
- Con 170 cm di altezza, Tommy Burns è il più basso campione del mondo dei pesi massimi di sempre.
- Burns guadagnò $ 30,000 contro Jack Johnson nel 1908, la borsa più alta mai guadagnata da un pugile per un incontro fino a quel momento.